# Kåseberga
Kåseberga er et gammelt fiskerleje i Ystads kommune i Skåne län. Den markante højderyg Kåsehuvud hæver sig næsten 30 meter over havet og over byen. Nogle hundrede meter mod nordvest ligger Ales sten.

## Historie
Kåseberga omtales allerede i middelalderen sammen med blandt andet Skanör, Falsterbo, Malmö, Skåre, Ystad og Simrishamn som værende regulerede fiskerlejer for fiskeri og fiskehandel. 
I 1684 fandtes i Kåseberga 9 robåde og 18 besætningsmænd. 
I 1858 fandtes der 24 egentlige fiskere i Kåseberga, og disses husholdninger havde en sammenlagt indkomst på 12.600 kronor. Foruden de egentlige erhvervsfiskere fandtes der et stort antal binæringsfiskere, således fiskebønder, som hurtigt kunne tilpasse sig til nye vilkår beroende på konjunkturerne. 
At Kåseberga har haft ganske stor betydning som fiskerleje fremgår blandt andet af en sammenstillet rangordning for antallet af erhvervsfiskere, omkostninger ved fiskeriet samt lønsomheden i årene 1876-1960. Af denne kan udlæses, at Kåseberga blandt Skånes cirka 50 købstæder og fiskerlejer lå som nr 17 og 18 i årene 1881-1890 og var større end fx Simrishamn som "fiskeproducent". Endnu i årene 1931-1940 lå Kåseberga som nr 17 og 18 i rangordningen for Skånes fiskelejer mens stedet lå som nr 39 i rangordningen 1916-1920 for så i årene 1951-1955 gå op til nummer 14.

## Seværdigheder
I havnen i Kåseberga findes et museum over hele Sveriges redningsvæsen i den tidligere redningsstation.

## Galleri
- Havnen i Kåseberga.
- Ales stenar.
- Försvarets radioanstalts signalefterretningsstation i Kåseberga.